# Bernardo Arndt
Bernardo Müller Carioba Arndt (São Paulo, 10 de junho de 1967) é um velejador brasileiro.
Como um dos representantes do país nos Jogos Pan-americanos de 2011, em Guadalajara, no México, ganhou a medalha de prata na classe Hobie Cat 16, junto com Bruno Oliveira.